# Chiesa di Sant'Andrea (Gibilterra)
La chiesa di Sant'Andrea (in inglese church of Saint Andrew) era un edificio di culto protestante della Chiesa di Scozia. Si trova in 29 Scud Hill.
La costruzione incominciò nel 1853 e venne aperta per la prima messa nel maggio 1854. Venne costruita per i soldati scozzesi di stanza a Gibilterra ed oggi accoglie tutti i fedeli presbiteriani di Gibilterra.
Dal 2003 il reverendo scozzese Stewart Lamont era a capo della chiesa di Sant'Andrea. Fu venduta ai privati nel 2023.